# Herb gminy Krasnosielc
Herb gminy Krasnosielc – symbol gminy Krasnosielc.

## Wygląd i symbolika
Herb przedstawia na tarczy w polu czerwonym złotego jelenia biegnącego w lewo, a nad nim półksiężyc. Herb nawiązuje do herbu miasta Krasnosielc, istniejącego od około 1824 i najprawdopodobniej nawiązującego do fauny Puszczy Zielonej. 